# Matabuena (Palencia)

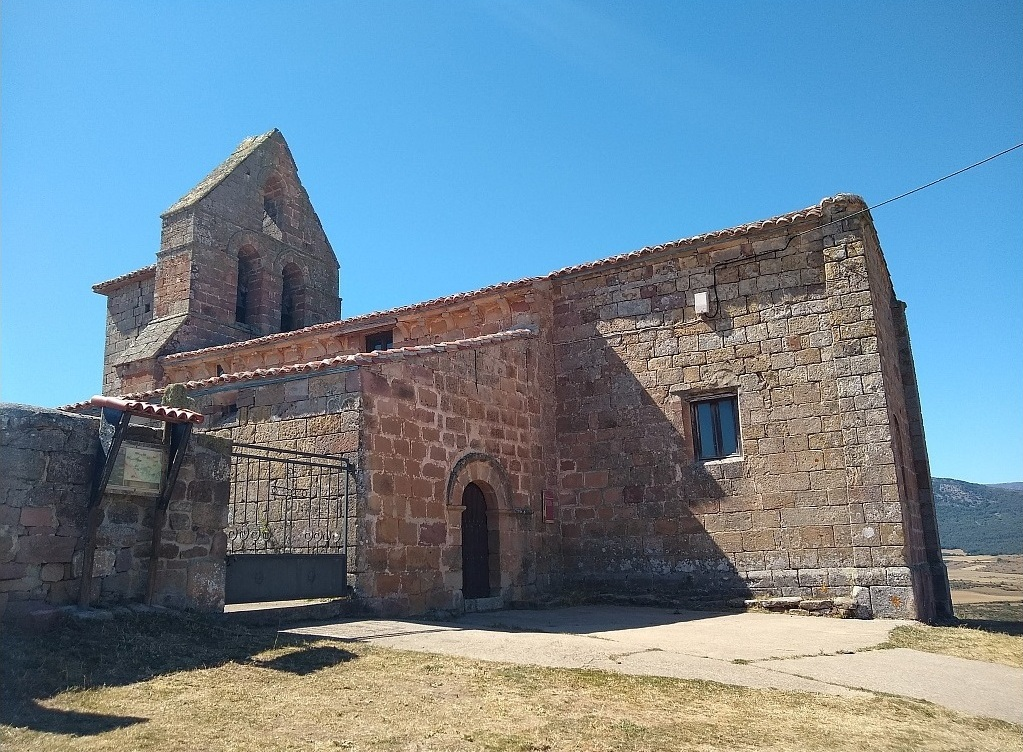
Iglesia de San Andrés Apóstol

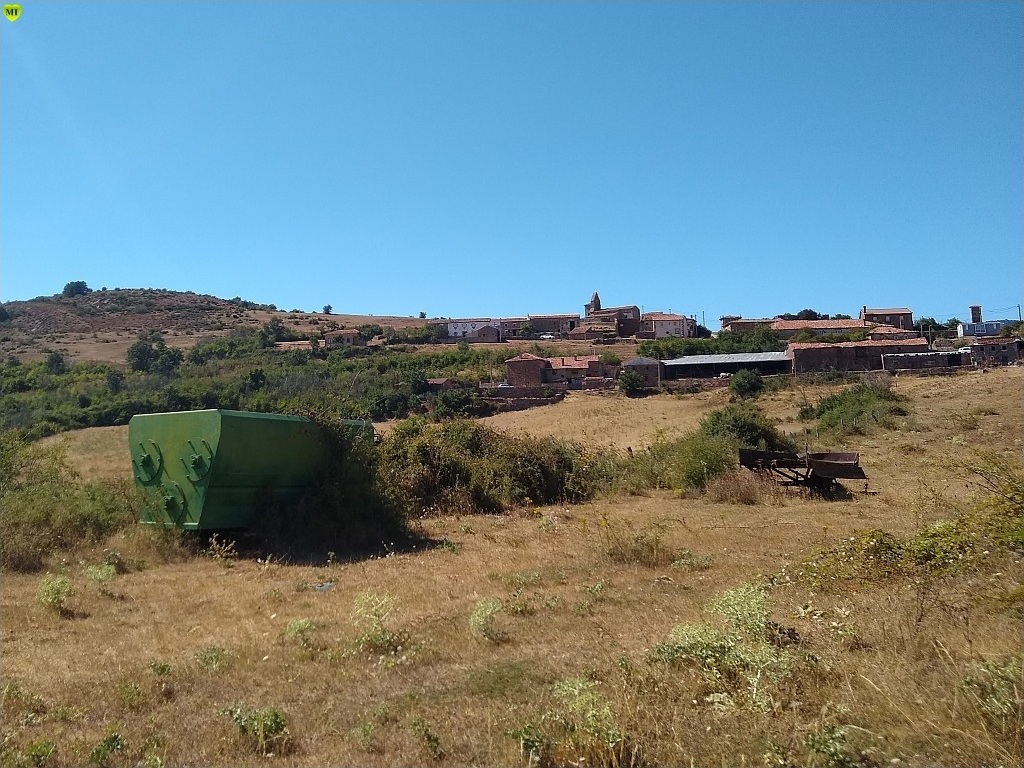
Vista del pueblo

Matabuena es una localidad y también una pedanía de la provincia de Palencia (comunidad autónoma de Castilla y León). Pedanía de Barruelo de Santullán. 

## Geografía
La localidad dista 5,5 km de Barruelo, cabecera municipal, a 1060 m s. n. m.

## Demografía
Evolución de la población en el siglo XXI
| Gráfica de evolución demográfica de Matabuena entre 2000 y 2020    |
|                                                                    |
| Población de derecho (2000-2020) según el padrón municipal del INE |

## Historia
Durante la Edad Media, la localidad de Matabuena se incluía dentro de las posesiones que tenía el monasterio de Santa María de Aguilar de Campoo desde el curso del río Rubagón hasta el Pisuerga. Anteriormente, el pueblo original se llamaba Mataflorida que se situaba a unos cientos de metros antes de La Mata, dicho pueblo parece ser que sufrió una epidemia de peste en sus aguas con lo que los que sobrevivieron decidieron trasladar la localidad a otro lugar que es el que actualmente se conoce como Matabuena. Las piedras, en todo caso, del actual pueblo, la mayoría tienen su origen en Mataflorida.
A la caída del Antiguo Régimen la localidad se constituye en municipio constitucional que en el censo de 1842 contaba con 7 hogares y 36 vecinos, para posteriormente integrarse en Santa María de Nava.

## Patrimonio
- Iglesia de San Andrés: Esta iglesia tardorrománica, perteneciente al conjunto denominado como "Románico Norte" fue levantada a comienzos del siglo XIII, aunque sufrió importantes modificaciones en su fábrica posteriormente. Está construida en excelente sillería arenisca. En su escultura destacan los capiteles dobles del arco triunfal, la ventana del ábside, y los canecillos del muro meridional.[5]